# Skånska lagsagan
Skånska lagsagan var en lagsaga som omfattade Skåne och dess härader.  Svensk rättegångordning infördes i Skåne 1682–1683 och 1683 inrättades denna lagsaga. 1690 förenades denna med Blekingska lagsagan vilket varade till 1777, med undantag av åren 1718–1719 då Skåne var uppdelad i fyra fristående lagsagor: Landskrona läns lagsaga, Ystads läns lagsaga, Malmöhus läns lagsaga och Kristianstads läns lagsaga.  
År 1827 uppgick Blekingska lagsagan återigen i Skånska lagsagan, som sedan avskaffades med övriga lagsagor 31 december 1849.

## Lagmän
- 1683–1684: Herman Fleming
- 1684–1692: Vilhelm Julius Coyet
- 1692–1702: Carl Ehrenstéen
- 1702–1707: Sven Adlerstierna
- 1709–1716: Magnus Palmstierna
- 1716–1718: Samuel Hyltén
- 1719–1732: Birger Rosensparre
- 1732–1747: Åke Soop
- 1747–1752: David Göthenstierna
- 1752–1764: Carl Hallenborg
- 1764–1770: David Fredrik Hummelhjelm
- 1770: Lars Stierneld
- 1770–1777: Johan Olivecreutz
- 1777–1792: Peter Johan Montan
- 1792–1805: Johan Adam Wesslo
- 1805–1809: Hans Gabriel Trolle-Wachtmeister
- 1810–1814: Magnus Flinck
- 1814–1821: Samuel Abraham Leijonhufvud
- 1821–1824: Arvid Mauritz Posse
- 1824–1846: Ulrik Gustaf Lindencrona